# Farstastråket
Farstastråket är ett promenadstråk och en vandringsled i Stockholms kommun med en total längd på cirka 12 km. Stråket är ett av 19 Gångstråk Stockholm och sträcker sig från stadsdelen Farsta strand till Stortorget i Gamla stan. På sin väg leder stråket bland annat genom Stockholms södra förorter Farsta, Hökarängen, Tallkrogen, Gamla Enskede och Skärmarbrink. Via Skansbron går leden till Skanstull och Södermalm. På Södermalmssidan promenerar man längs med Södermannagatan, över Mosebacke torg samt Slussen och slutligen till Gamla stan. Stråket ansluter huvudsakligen till tunnelbanans Gröna linjen.
Stockholms stad har givit varje stråk ett passande motto. Med tanke på alla förorter som ligger längs med sträckan, och som återspeglar Stockholms utbyggnad i Söderort, lyder mottot för Farstastråket: Stockholms utbyggnad längs tunnelbanans Farstagren.

## Sträckning

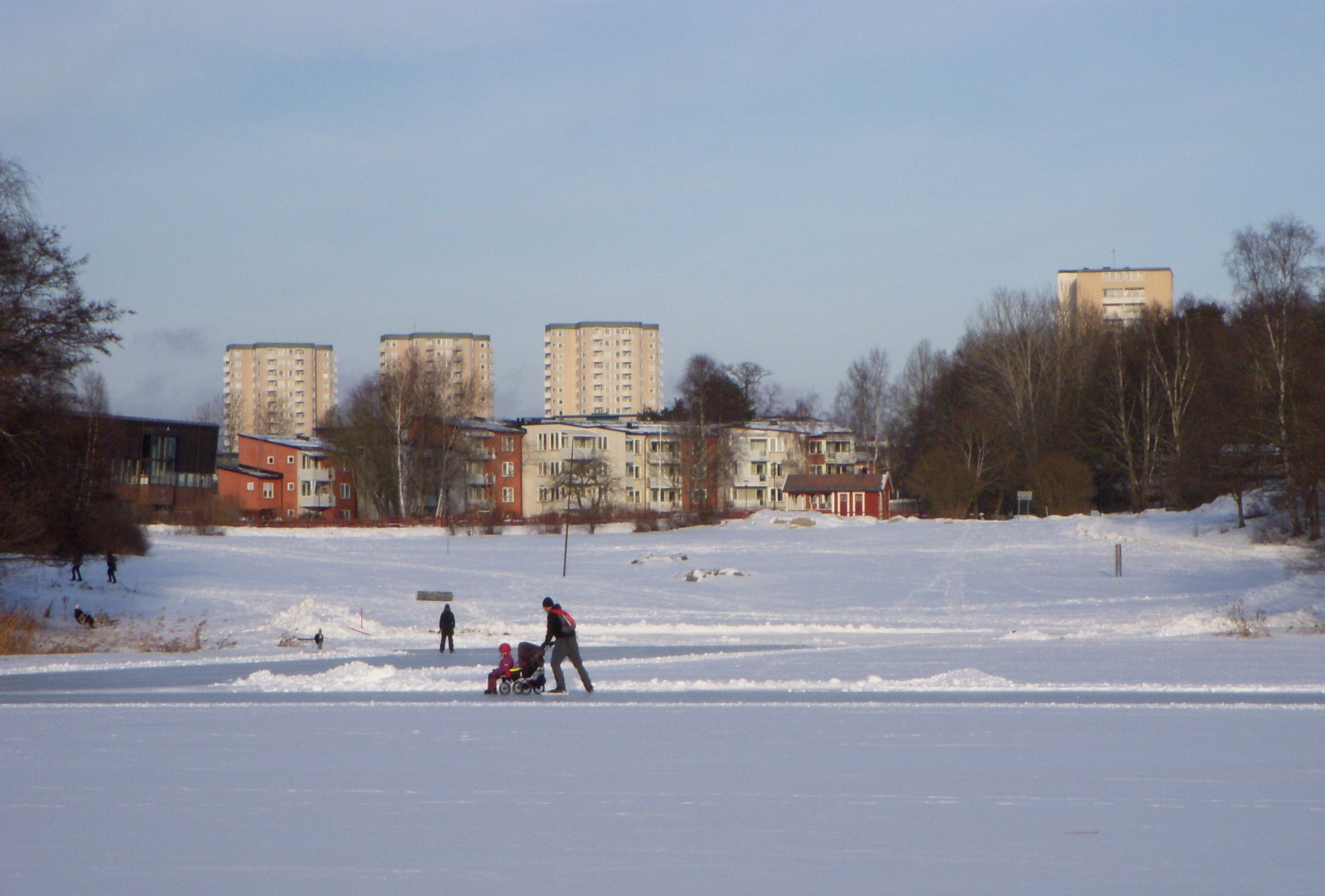
Start: Farsta strand.

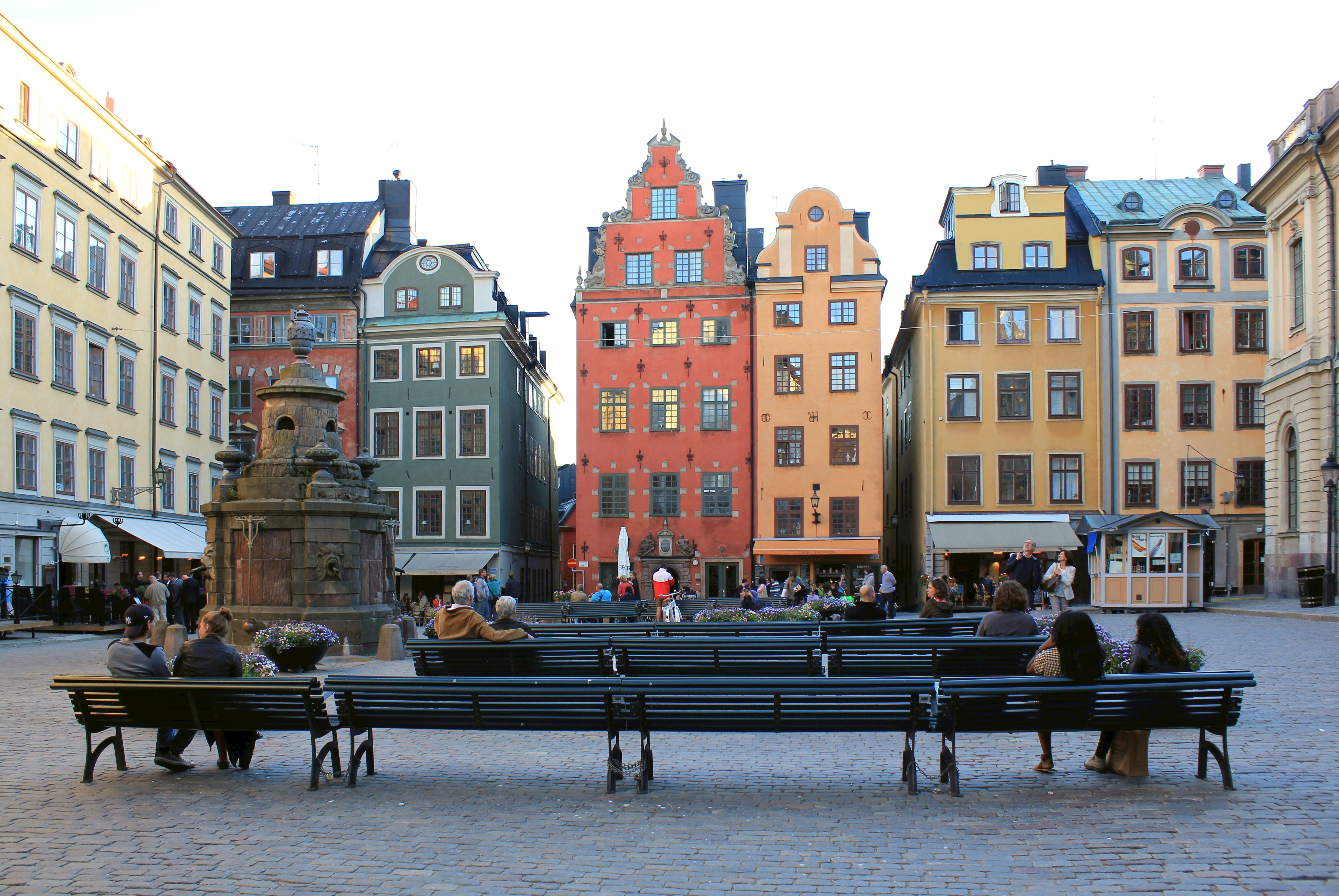
Mål: Stortorget i Gamla Stan.

Farstastråkets vandringsled börjar i stadsdelen Farsta strand som kring sekelskiftet 1900 var en del av Södertörns villastad och fick sitt nuvarande namn 1963. Namnet härrör från Farsta gård vid sjön Magelungen. Vandringen går norrut och längs med tunnelbanans gröna linjen. Farsta strands tunnelbanestation invigdes 1971 medan Farsta strands pendeltågsstation började trafikeras 1993. Pendeltågsstationen är dock betydligt äldre än så och var ursprungligen hållplats Södertörns villastad på Nynäsbanan.
Första etappmål på vandringen är Farsta centrum, invigt 1960 och planerat som en sydlig motsvarighet till ABC-staden Vällingby Centrum. För utformningen stod Backström & Reinius, som även svarade för stadsplanen. Tunnelbanan spelade en viktig roll i Stockholms utveckling efter andra världskriget. De nya förorterna lades som ett pärlband längs tunnelbanans linjer, avskilda från varandra med grönområden. Nästan alla förorter fick namn efter tidigare gårdar och torp.
Nästa förort är Hökarängen vars centrum var det första i Stockholm som fick en bilfri affärsgata. Arkitekt var David Helldén som även fick en plats, David Helldéns torg, uppkallad efter sig. Vandringen fortsätter norrut, över Örbyleden och till stadsdelen Gubbängen som invigdes 1950. Stadsplanen för Gubbängen utarbetades 1944 av Ture Ryberg på Stockholms stadsplanekontor. Söder om bebyggelsen utbreder sig Gubbängsfältet, ett stort gärde som en gång i tiden hörde till Gubbängens gård. På fältets södra del mot Örbyleden märks den k-märkta Söderledskyrkan, ritad av arkitekterna Hans Borgström och Bengt Lindroos, och invigd 1960.
Från 1930-talet härrör Tallkrogen vars centrala delar man når via Lingvägen. Namnet Tallkrogen kommer från en krog, nämnd redan 1668 och belägen vid den gamla landsvägen mot Dalarö. Egentligen fanns det tre olika krogar varav Stora Tallkrogen fortfarande existerar, dock inte som krog. På kartor eller flygfotografier märks det så kallade Olympiaområdet. Stadsplanen, signerad Albert Lilienberg, var mycket speciell, eftersom gatorna var utlagda som löparbanor runt en idrottsarena eller stadion. Kvarters- och gatunamn anknyter till discipliner inom de olympiska spelen. Vid tunnelbanestationen uppfördes 1934 en mindre centrumanläggning efter ritningar av  arkitekt Eskil Sundahl.
Farstastråket fortsätter mot norr och nästan förbi Mossens gård som uppfördes under senare delen av 1800-talet och idag den äldsta bevarade byggnaden i Tallkrogen. Stråket går genom Svedmyraskogen, över Sockenvägen och till Gamla Enskede som var Stockholms och Sveriges första trädgårdsstad. Området låg inom Enskede gårds ägor och förvärvades 1904 av Stockholms stad. 1907 års stadsplan togs fram av arkitekten och stadsplaneraren Per Olof Hallman. En lång rad byggnader i Gamla Enskede är av Stockholms stadsmuseum blåmärkta som är den högsta klassen och innebär att bebyggelsens kulturhistoriska värde av stadsmuseet anses motsvara fordringarna för byggnadsminnen i Kulturmiljölagen.
Vandringen går sedan genom Margaretaparken, över Nynäsvägen och till Sandsborg. I öster utbreder sig bostadsområdet Dalen som började uppföras 1979 och var färdigbyggt 1982. Efter Dalen väntar Blåsut och Skärmarbrink. Arenorna på västra sidan om Nynäsvägen, Globen och Tele2 Arena, syns från de flesta platser i denna trakt. Nästa avsnitt på vandringen, Kolerakyrkogården, påminner om ett mörkt kapitel i Stockholms historia. Här begravdes många offer från Stockholms båda koleraepidemier 1834 och 1853. På vänster hand (mot väster) kan man se en skymt av Skanskvarn, en av Stockholms få kvarvarande väderkvarnar. Vandringen följer en kort bit på Göta landsväg, nerför den branta Skansbacken och över Skansbron, en klaffbro som stod färdig 1925 samtidigt med Hammarbyslussen och Hammarbyleden. På Skansbron får man en vidsträckt vy över Hammarbyhamnen och Hammarby sjöstad. Intill norra brofäste reser sig Folksamhuset, färdigställt 1960 och ritat av Yngve Tegnér och Nils Einar Eriksson.
Farstastråket har nu nått Södermalm. Man går längs med Södermannagatan och över Katarina kyrkogård. Här har bland andra Cornelis Vreeswijk och Anna Lindh fått sin sista vila. Sista delen av vandringen är gemensam med Skarpnäckstråket och går över bland annat Mosebacke torg och Slussen till Gamla stan med Kornhamnstorg och slutar på Stortorget.

## Bilder

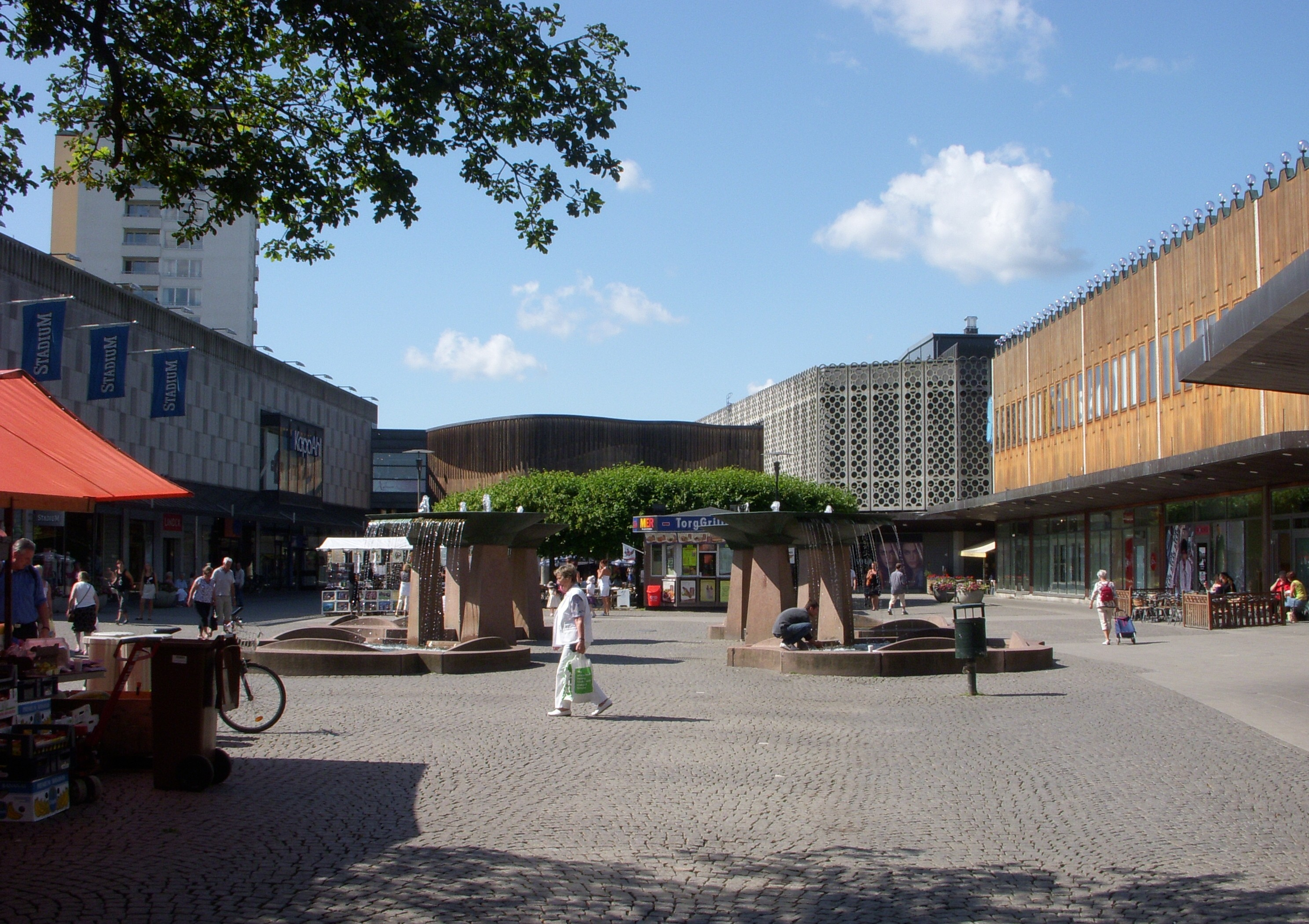
Farsta centrum
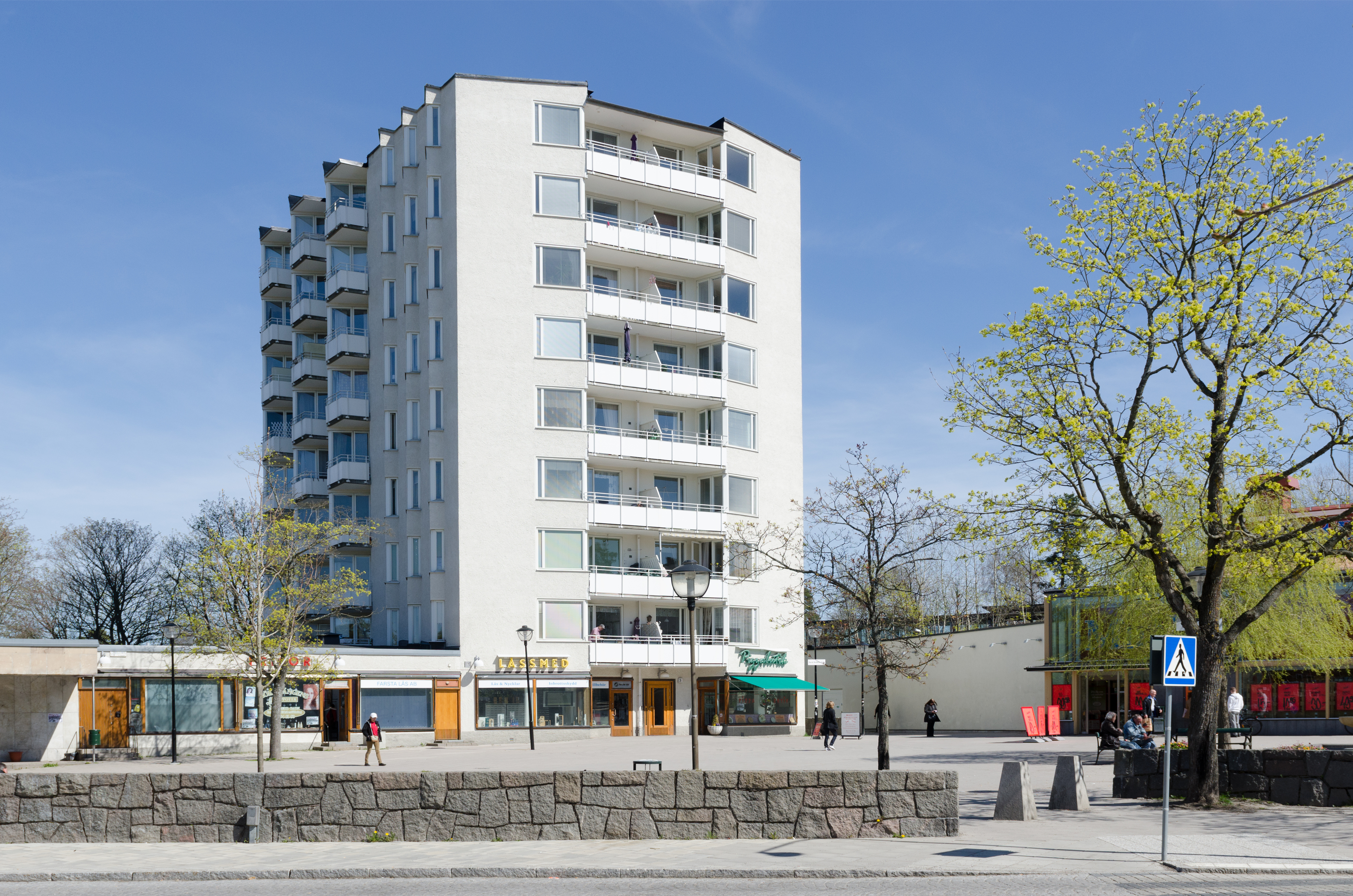
Hökarängens centrum
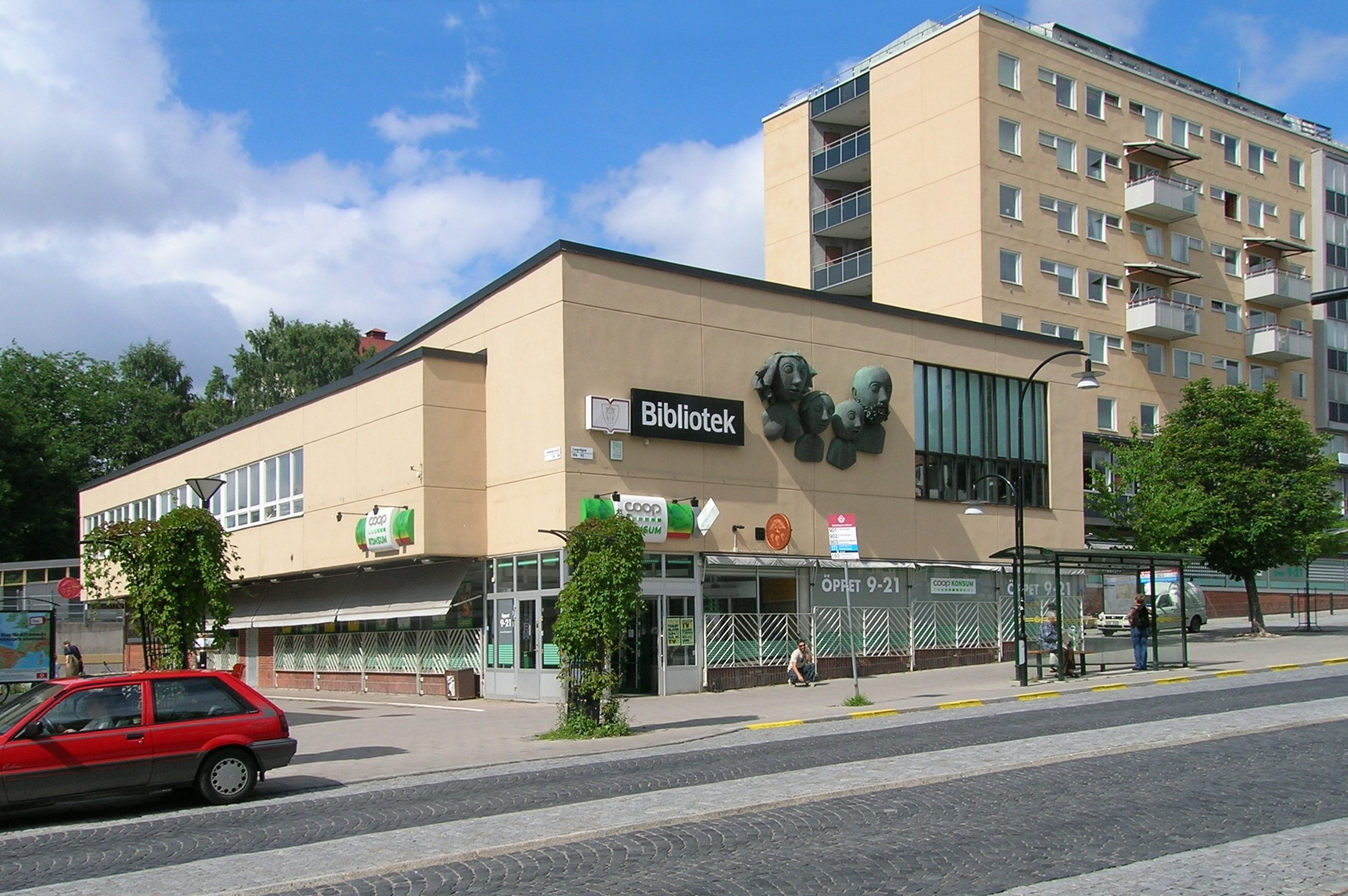
Gubbängens centrum
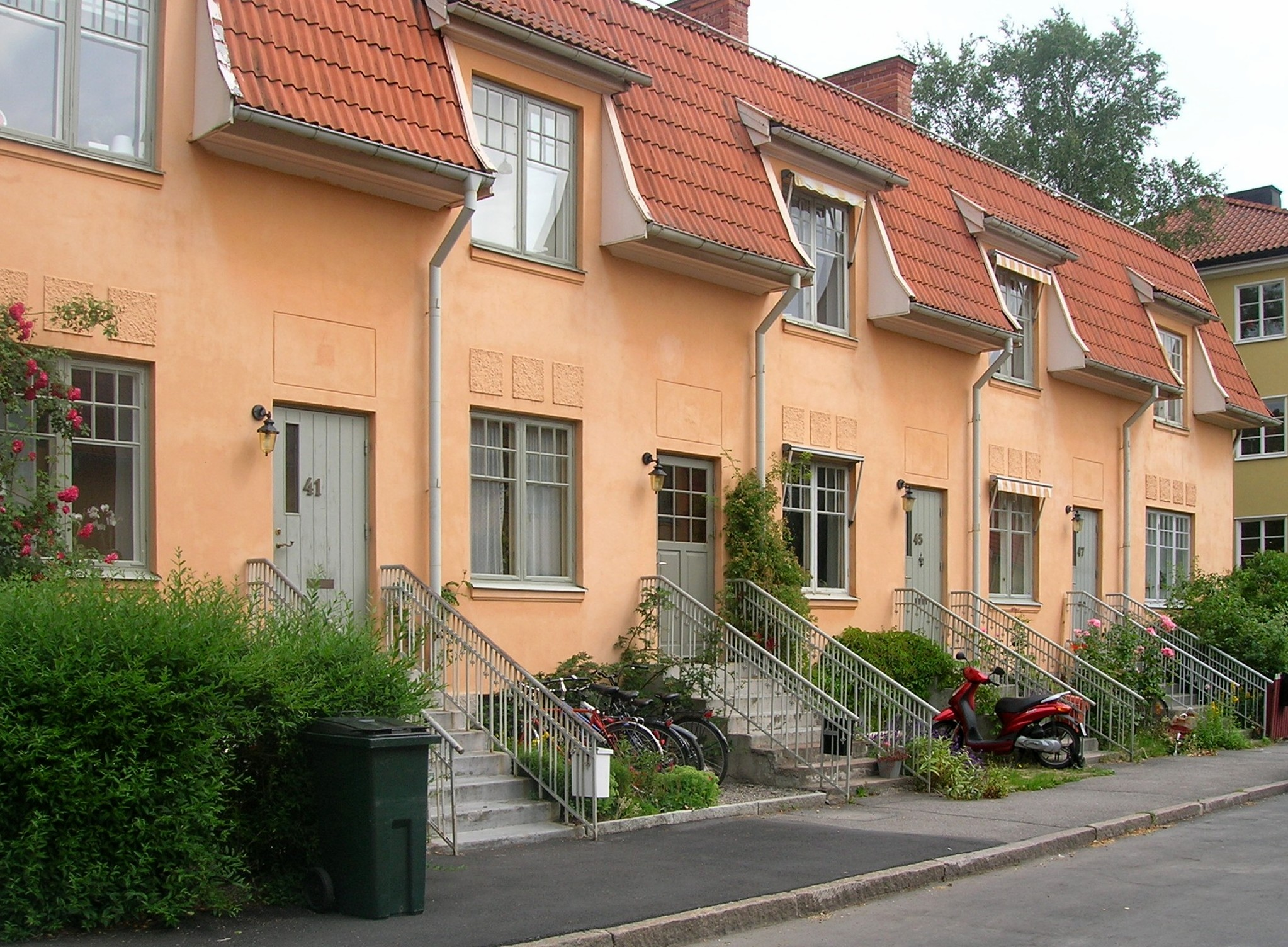
Gamla Enskede ("engelskt" radhus)
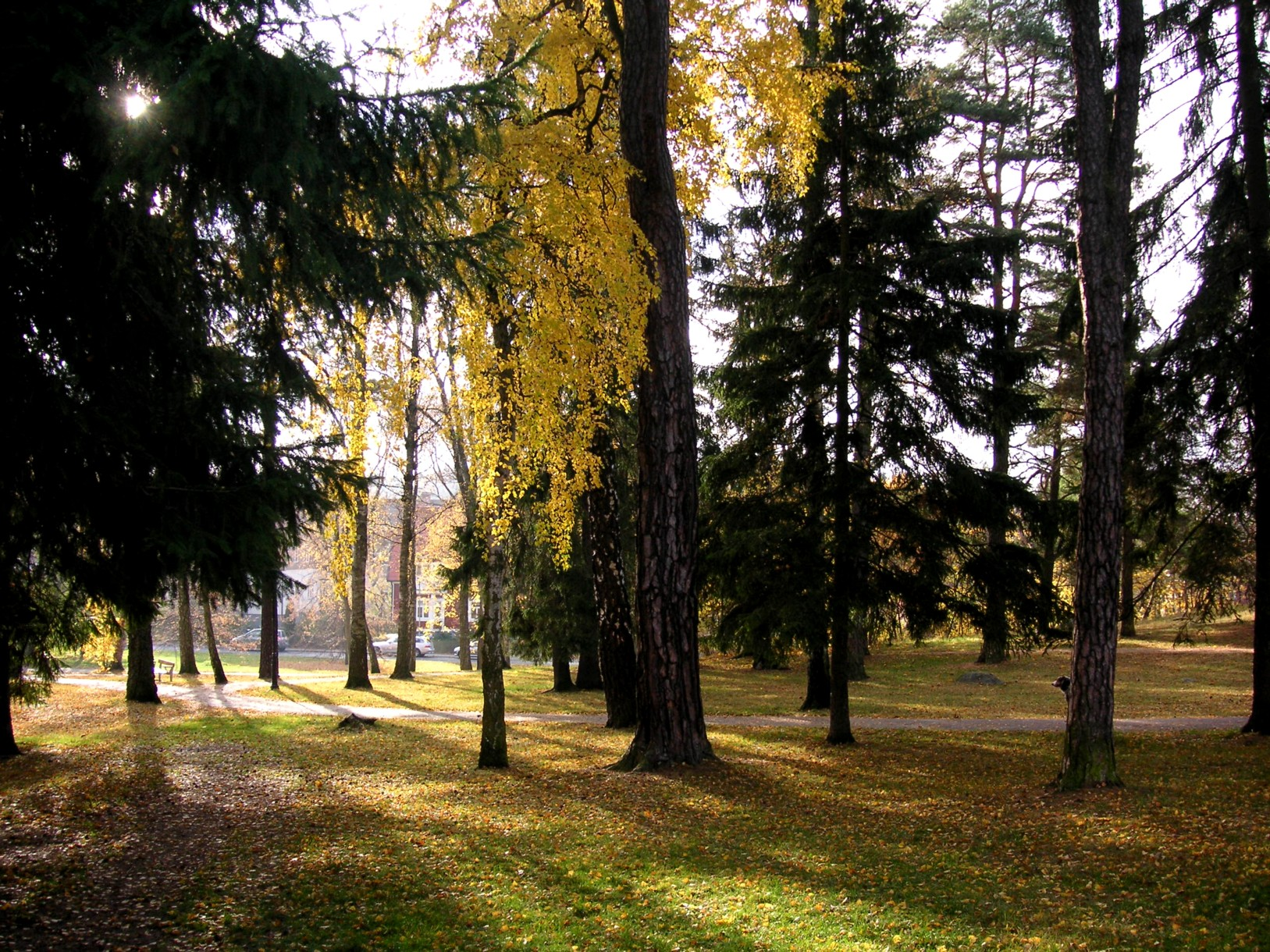
Margaretaparken
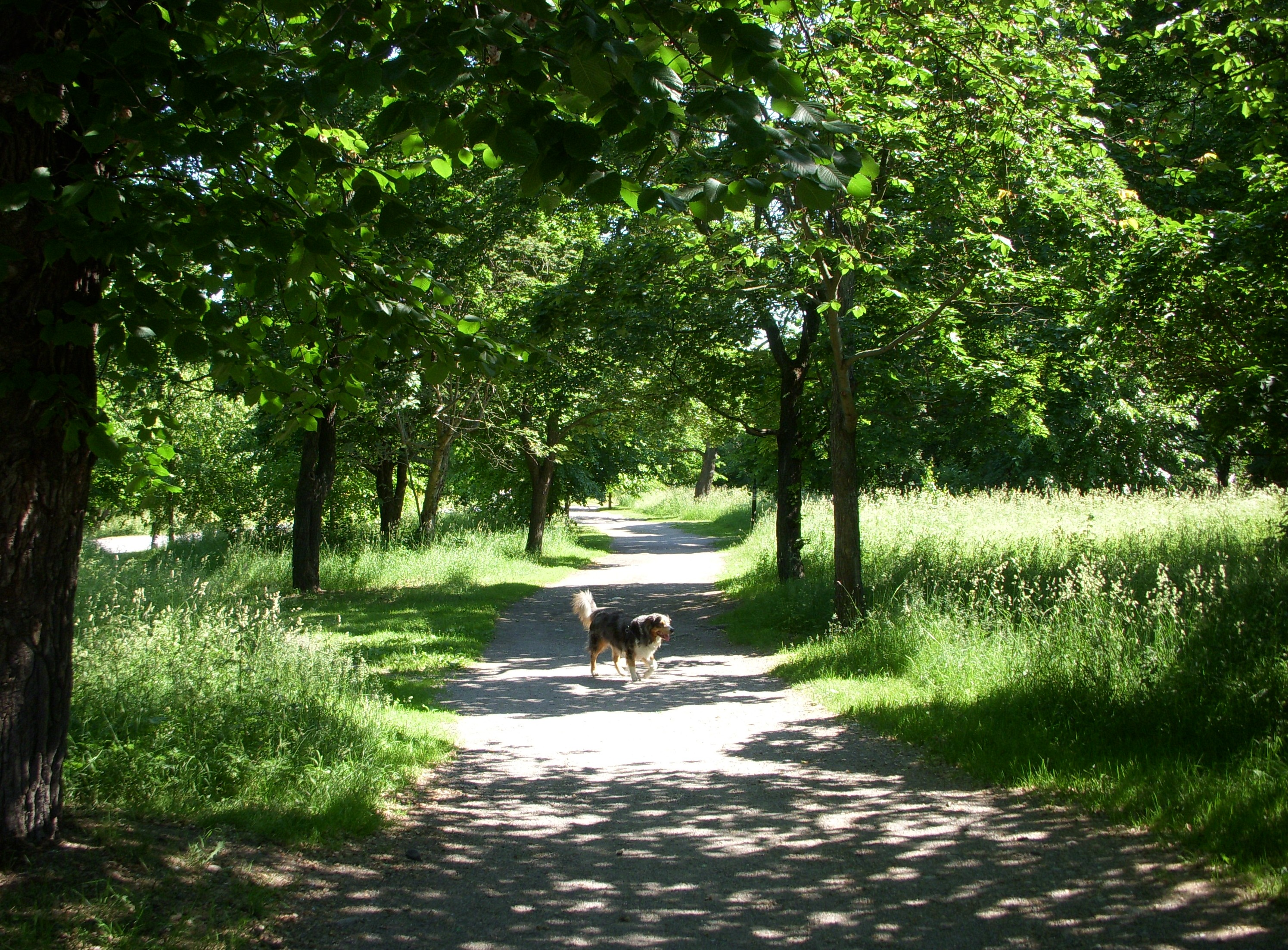
Kolerakyrkogården
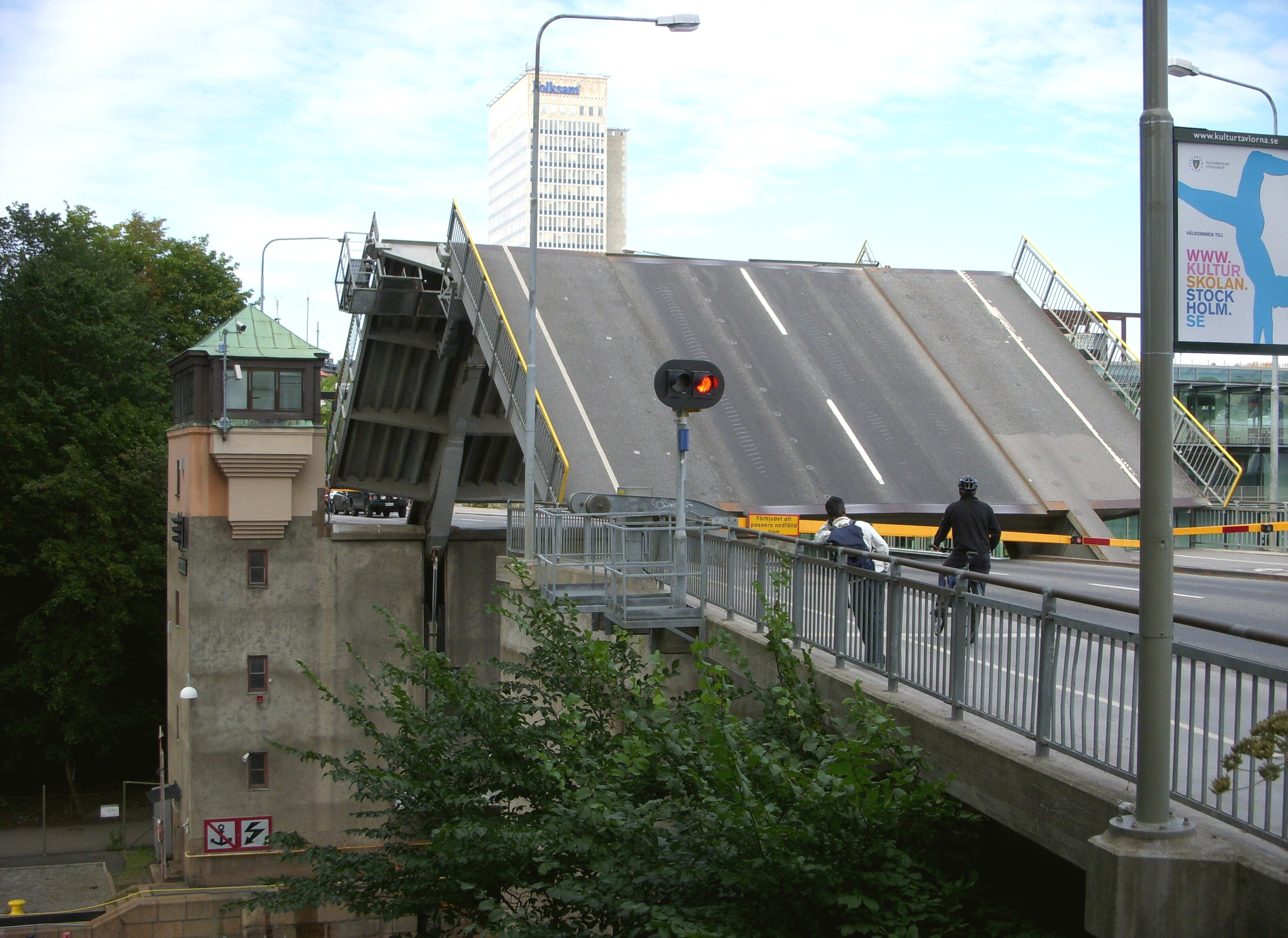
Skansbron